# Santa María Tlalmimilolpan
Santa María Tlalmimilolpan är ett samhälle i kommunen Lerma i delstaten Mexiko i Mexiko. Orten hade 3 146 invånare vid folkräkningen år 2020.